# リヌス・ミケルス
リヌス・ミケルス（Rinus Michels オランダ語発音: [ˈrinʏs ˈmɪxəls], 本名 Marinus Hendricks Jacobs Michels, 1928年2月9日 - 2005年3月3日）は、オランダ・アムステルダム出身のサッカー選手・監督。本来の発音はミヘルスが近い。
サッカー界を代表する稀代の名将。「トータルフットボール」と称される組織戦術で、近代サッカーに一石を投じた人物。率いたチームにおけるその厳格な指導方法から、「将軍」と呼ばれた。彼が指導した代表的な選手としてヨハン・クライフ、ヨハン・ニースケンスらがいる。
オランダのプロ･フットボールクラブでの年間最優秀監督に贈られる賞には彼の名前が付けられ、リヌス・ミヘルス・アワードと呼ばれている。2019年、バロンドールを主催するフランス・フットボール誌からサッカー史上最高の監督に選ばれた。

## 経歴

### 選手時代

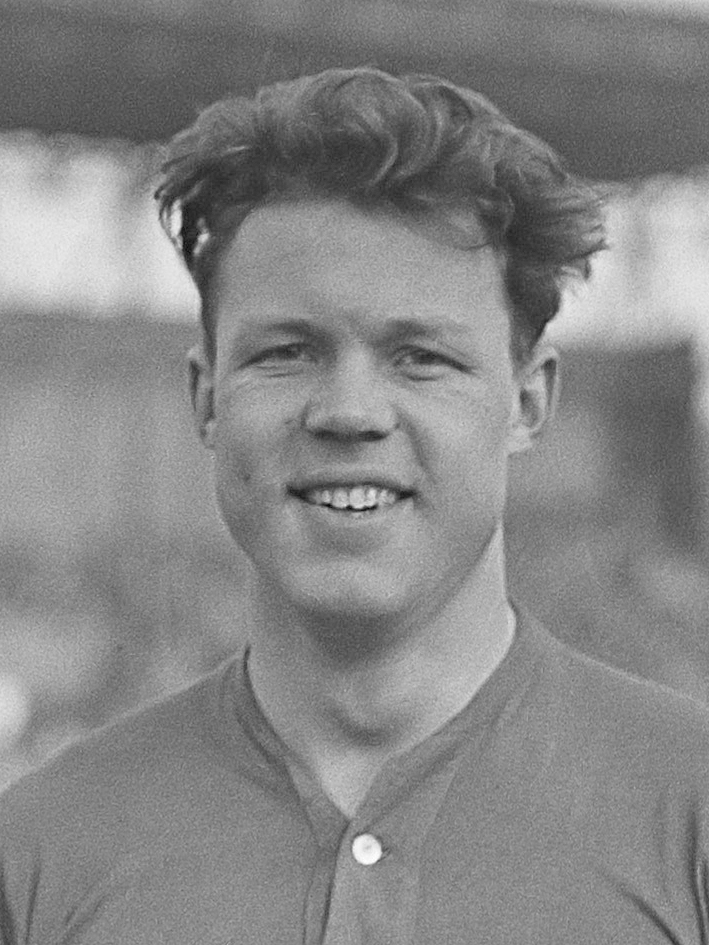
選手時代（1954年）

選手時代はフォワードとして地元のクラブ、アヤックス・アムステルダムでプレー。実動14年、257試合に出場し、得意のヘディングを武器に120ゴールを挙げた。

### アヤックス
現役引退後、地元のアマチュアクラブで指導者としてのキャリアをスタートさせたミケルスは、1965年にプロ指導者ライセンスを取得し、古巣アヤックスの監督に就任。当時降格の危機に瀕していたクラブを救い、翌年には国内リーグ優勝にまで導いた。
相手選手にプレーの「隙」を与えないプレッシング、パスコースの「選択肢」を広げる巧みなポジションチェンジ、そしてゲームを「支配」するリズムの構築。のちにとある新聞記者が名付けた「トータルフットボール」の骨幹はこの頃に出来上がった。アヤックスはその後も破竹の快進撃を続け、1971年にはついにヨーロッパNo.1クラブの称号、チャンピオンズカップを手にする。

### FCバルセロナ・オランダ代表
欧州制覇の肩書きを引っさげ、1971年にスペインの名門クラブ、FCバルセロナ監督に就任。ここでも独自の理論と強烈な存在感でチームを牽引。1973-74シーズンにはクラブを14シーズン振りの国内リーグ優勝に導いた。その直後、ミケルスはバルセロナ監督と兼任する形でオランダ代表チームの監督に就任。ワールドカップ西ドイツ大会開催直前での人事であったが、選抜されたメンバーはクライフやニースケンス等、ほとんどミケルスが直接指導した選手達で構成され、すでに完成されたチームとなっていた。目まぐるしいポジションチェンジと正確無比のパスワークで他を圧倒、準決勝まで14得点1失点（しかもオウンゴールによる失点）という完璧な内容で勝ち進んだ。しかし決勝戦・対西ドイツ戦では、チームの心臓であるクライフが西ドイツのDFベルティ・フォクツの執拗なマークに遭い、オランダのリズムが作れないまま最終スコア1-2で敗退した。結果は準優勝に終わったものの、この「オレンジ・マシーン」達のフットボールは既存の戦術と一線を画し、世界中のサッカーシーンにセンセーションを巻き起こした。
1988年には、欧州選手権にオランダ代表を率いて出場。マルコ・ファン・バステン、ルート・フリット、フランク・ライカールト、ロナルド・クーマンといった層々たるタレントに恵まれ、見事栄冠を勝ち取った。
1992年の欧州選手権でも再びオランダ代表を率いたが、準決勝でデンマークにPK戦で敗れベスト4に留まった。この敗戦を最後にミケルスは監督業から勇退。その後の1990年代はミケルスの愛弟子・クライフが監督としてヨーロッパのサッカー界を席捲することになる。

### 引退後
1999年、国際サッカー連盟(FIFA)はミケルスを「20世紀最優秀監督」に選出。また2002年には欧州サッカー連盟(UEFA)からその功績を称えられ、功労者賞が贈与された。
2005年3月3日午前、入院中のベルギー・アールスト市内の病院で死去。77歳だった。

## 人物
監督としてのキャリアの間、「トータルフットボールの伝道師」として世界を渡り歩いたミケルスだが、下記のとおり獲得したタイトルは驚くほど多いわけではない。あまりにも要求度の高い戦術とミケルスの妥協を許さない厳しい性格が災いしてか、彼の理想を具現化できる選手は非常に限られた。また、彼の提唱した理論は確実に現代サッカーに大きな影響を与えているが、一方で「全員攻撃・全員守備」「左右両ウイングのスピードを生かしたサイドアタック」など、一側面だけをステレオタイプに捉えた戦術が現在のサッカー界で少なからず見受けられる。ミケルスの戦術は選手個々のハイレベルな能力は元より、「監督の言うことは絶対」と選手に思わせるミケルス監督自身の絶大な影響力によるところが大きく、この戦術を正確に再現できる指導者は二度と現れないかもしれない。イビチャ・オシムもジェフ市原の監督時代に「目指しているのはトータルフットボールだ。ただしそれは永遠に実現されないが」と述べている。

## 獲得タイトル・戦績
アヤックス
- 1966,67,68,70年 - エールディヴィジ優勝
- 1967,70,71年 - KNVBカップ優勝
- 1971年 - UEFAチャンピオンズカップ優勝

バルセロナ
- 1974年 - リーガ・エスパニョーラ優勝
- 1978年 - コパ・デル・レイ優勝

1FCケルン
- 1983年 - DFBポカール優勝

オランダ代表
- 1974年 - FIFAワールドカップ準優勝
- 1988年 - UEFA欧州選手権優勝